# Cmentarz żydowski w Dobrodzieniu
Cmentarz żydowski w Dobrodzieniu – kirkut położony ok. 1 km poza miastem Dobrodzień przy ul. Lublinieckiej. Cmentarz zajmuje powierzchnię 0,5 ha i od strony zachodniej, północnej i południowej jest otoczony murem z cegły, którego brak natomiast od strony wschodniej.

## Historia
Kirkut w Dobrodzieniu został założony pod koniec XVIII wieku. Najstarszy nagrobek pochodzi z 1773. Na cmentarzu znajdują się m.in. macewy rodziny Stein – krewnych żydowskiej świętej kościoła katolickiego Edyty Stein.
W lipcu 2001 r. przez kilka dni w ramach inicjatywy „Antyschematy” młodzież z Izraela, Polski i Niemiec wykonywała prace porządkowe na cmentarzu. Inicjatorem akcji był Jerzy Fornalik, nauczyciel historii z Borzęciczek w Wielkopolsce a koordynatorem i realizatorem programu było Polskie Towarzystwo im. Janusza Korczaka a patronat nad nim objął ambasador Izraela w Polsce prof. Szewach Weiss. W ramach akcji „Antyschematy” odnowiono również Cmentarz żydowski w Krzepicach. Prace polegały na wyrywaniu chwastów i podnoszeniu przewróconych macew. Dodatkowo zainstalowano nową bramę wejściową, na której umieszczona została menora. Po zakończonym sprzątaniu dokonano inwentaryzacji nagrobków.

## Galeria

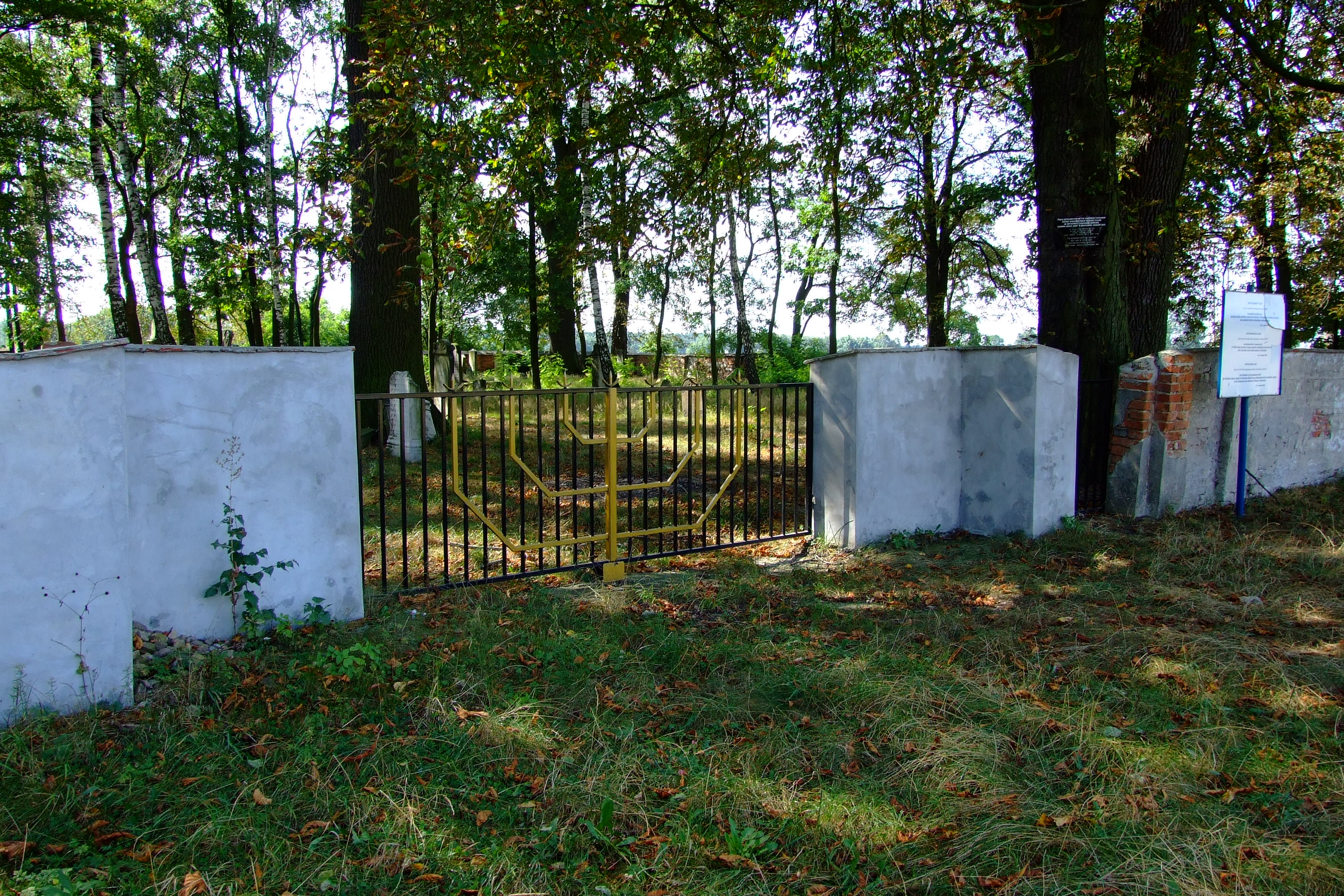
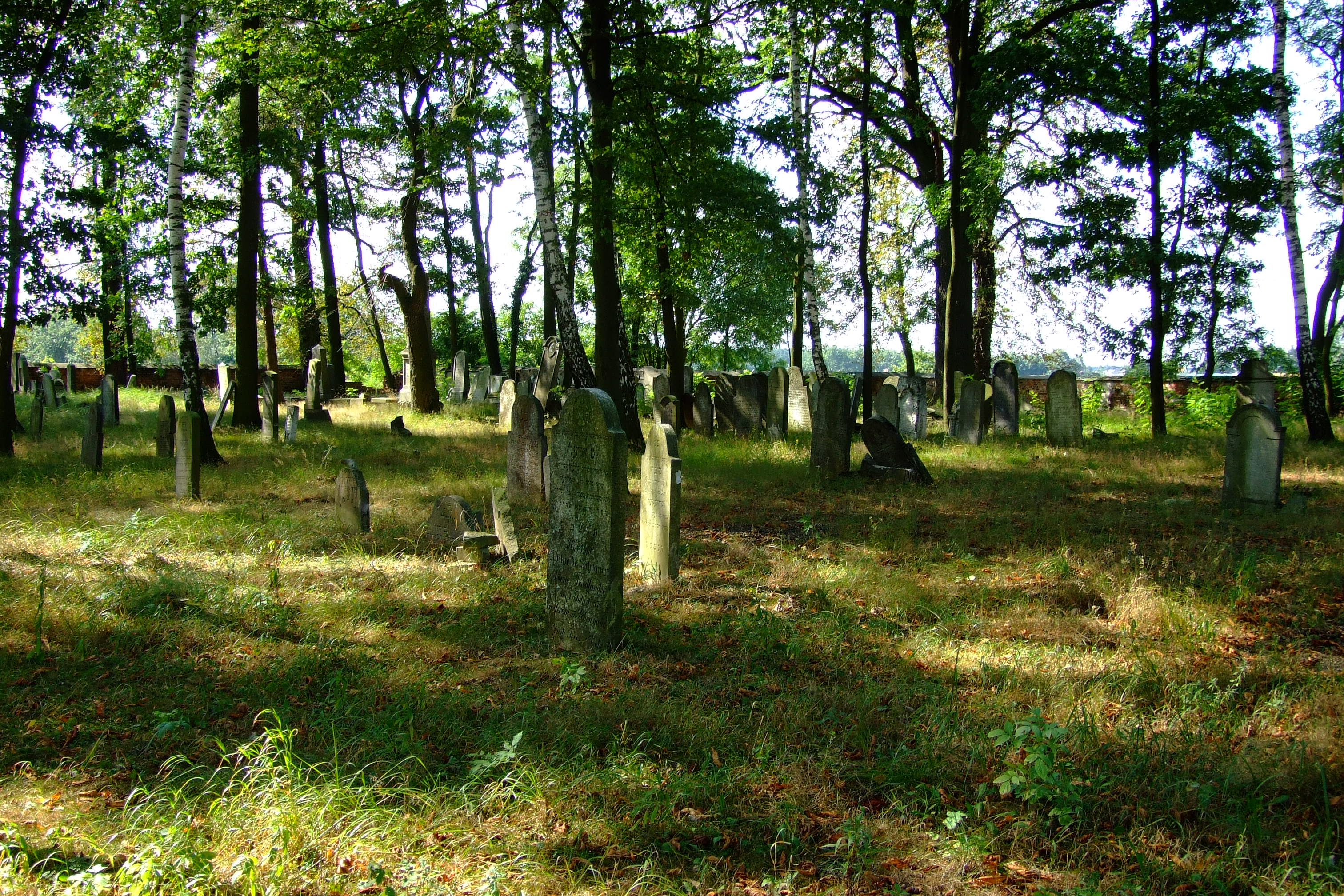
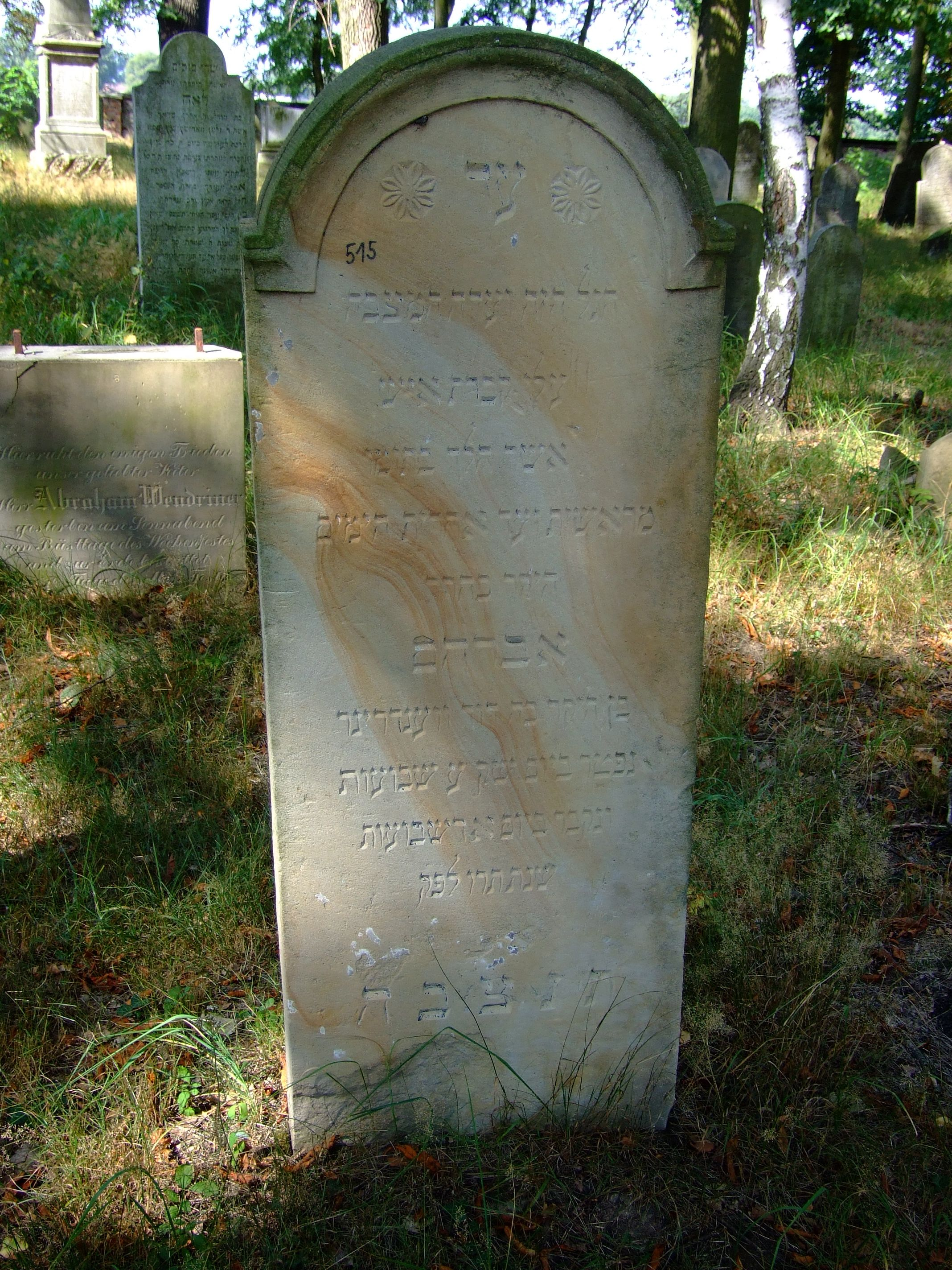
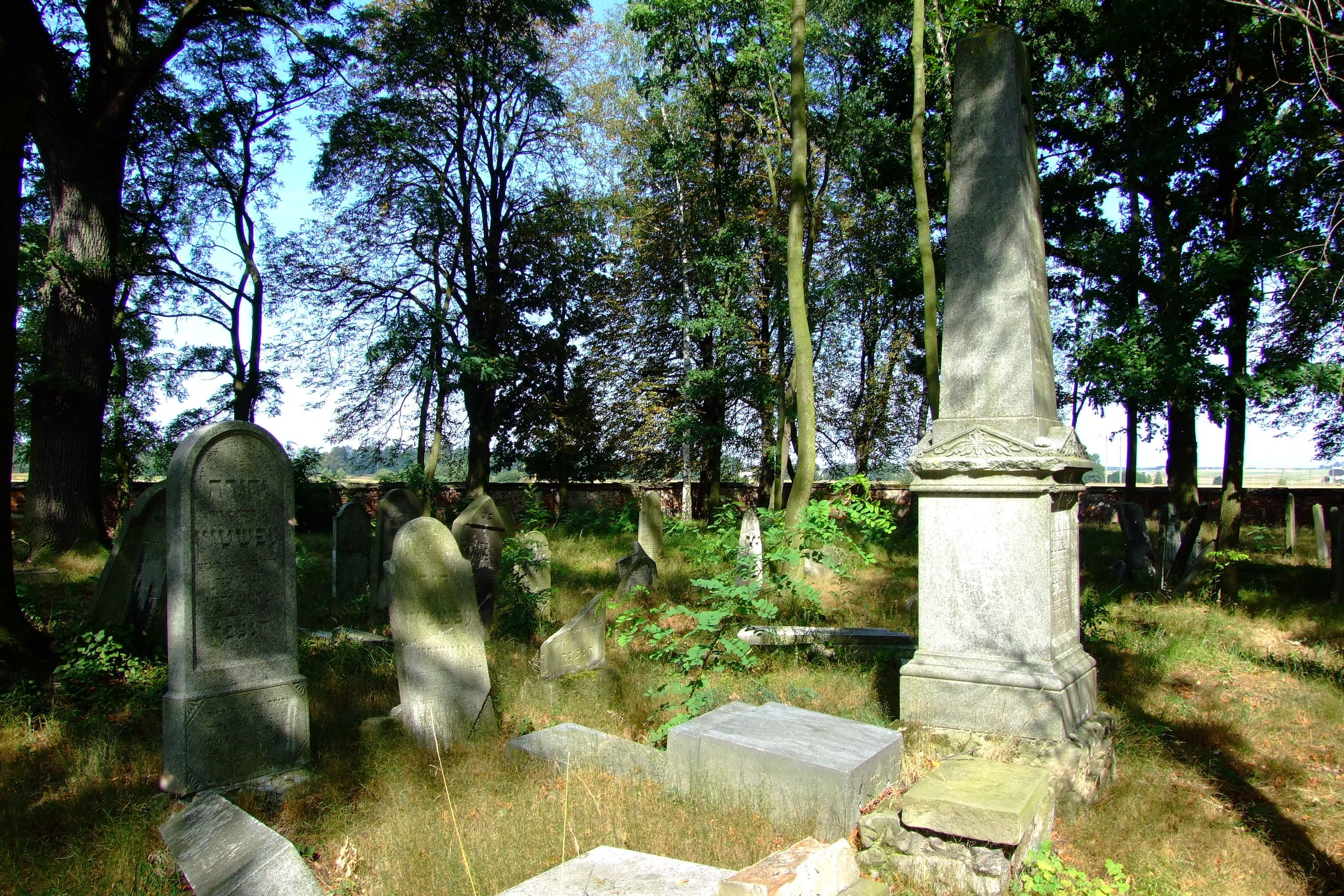
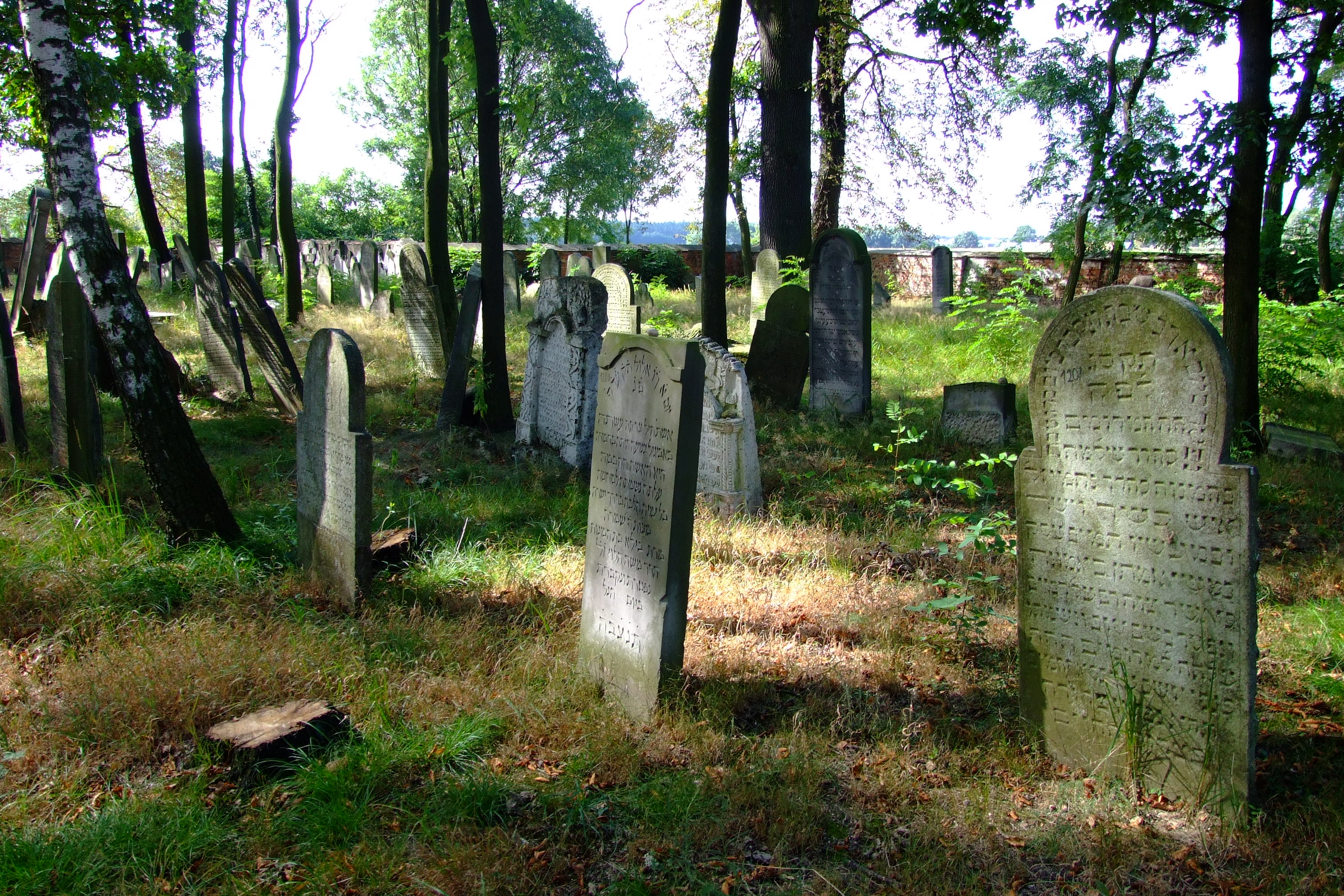
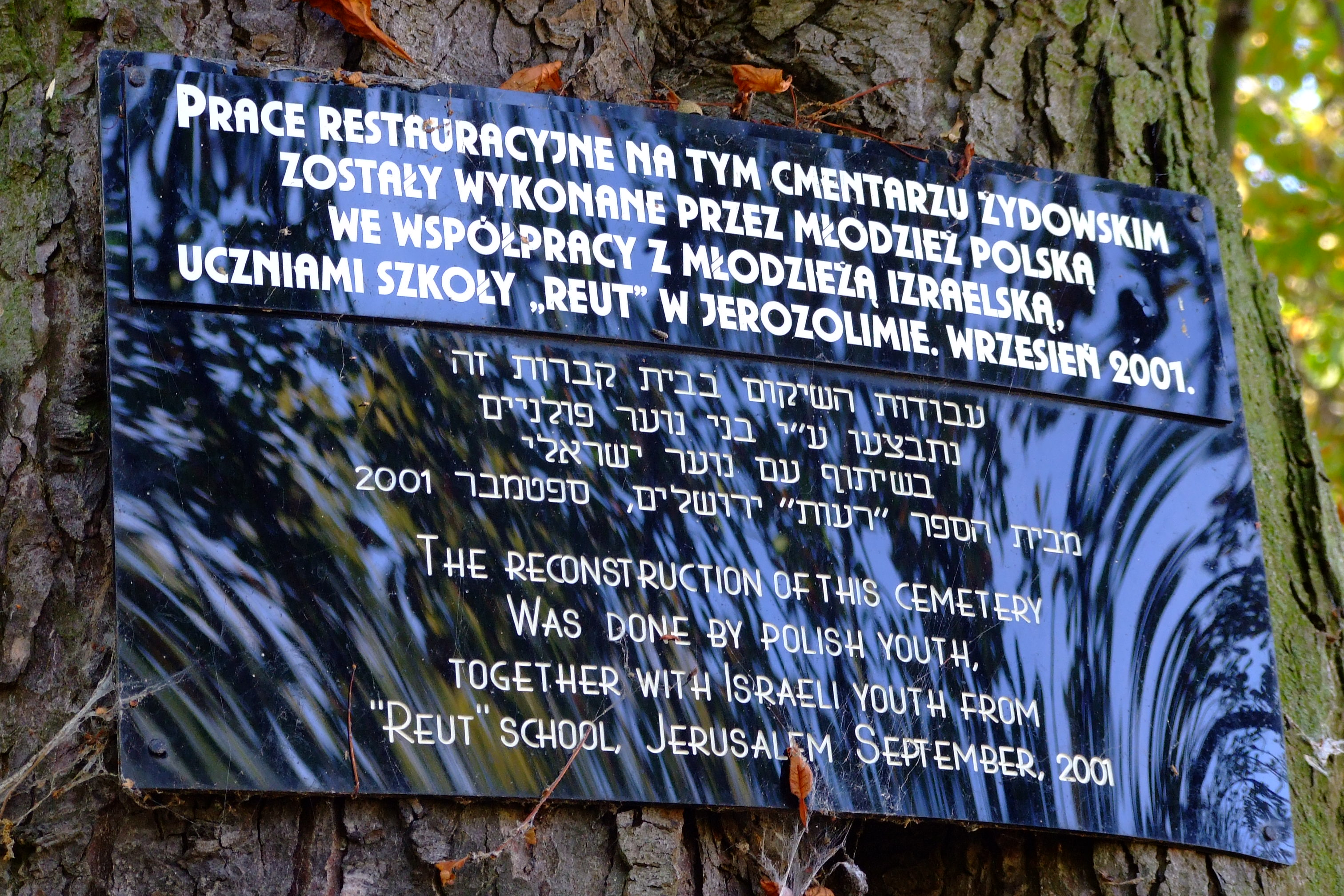
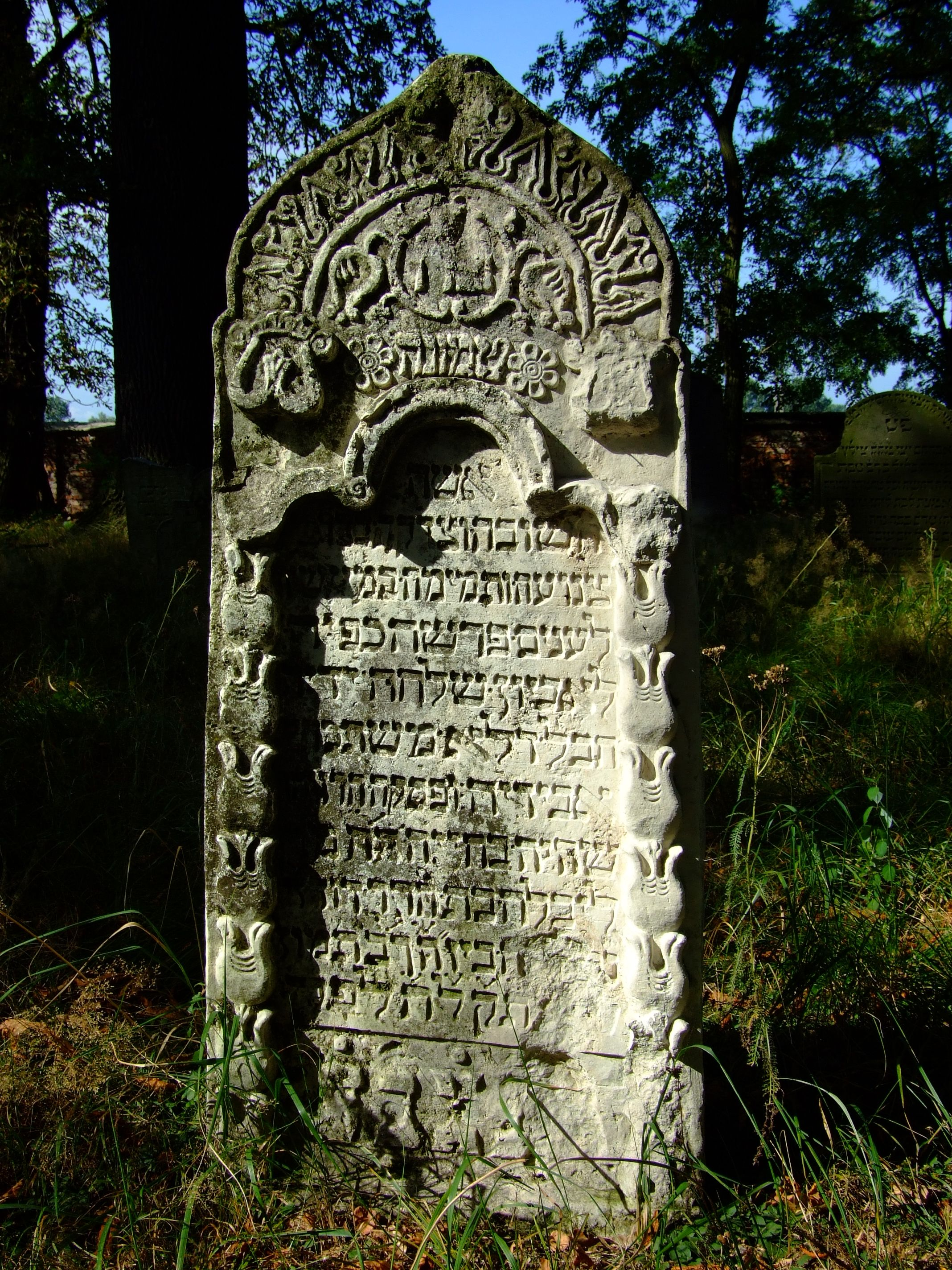
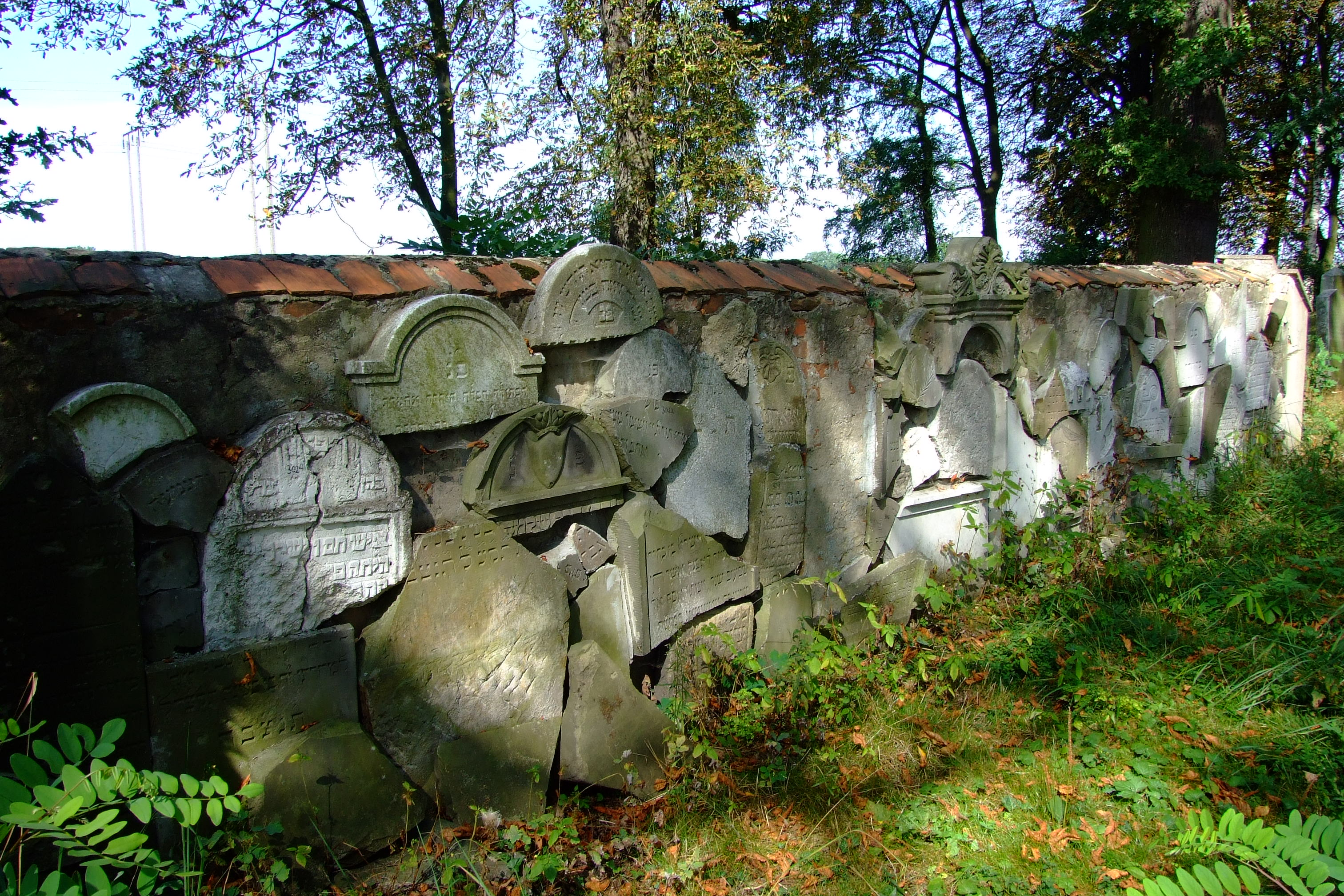